# A Tribute to The Offspring
A Tribute to The Offspring är ett album som består av olika artisters tolkningar av The Offsprings låtar och lanserades den 9 mars 2004. Två uppföljningsalbum med samma låtar släpptes även av Anagram och Anarchy Music, då under namnen The Greatest Tribute to The Offspring Ever (7 september 2004) samt The Worst Tribute to The Offspring Ever (11 april 2006). 

## Låtlista
Alla låtar är skrivna och komponerade av Dexter Holland, om inte annat anges. 
| Nr           | Titel                                            | Kompositör   | Längd |
| ------------ | ------------------------------------------------ | ------------ | ----- |
| 1.           | Hand Grenades (med The Cheats)                   |              | 0:51  |
| 2.           | Session (med Endless)                            |              | 2:50  |
| 3.           | Come Out and Play (med Curtis Subruban)          |              | 3:18  |
| 4.           | Have You Ever (med Atlantis Black)               |              | 2:15  |
| 5.           | Beheaded (med The Teenage Prayers)               |              | 4:45  |
| 6.           | Genocide (med Block 16)                          |              | 4:24  |
| 7.           | Killboy Powerhead (med Pisser)                   | The Didjits  | 1:50  |
| 8.           | Self Esteem (med Kuma)                           |              | 5:09  |
| 9.           | Feelings (med Sixdeep)                           |              | 4:08  |
| 10.          | Gotta Get Away (med Pure 13)                     |              | 3:25  |
| 11.          | Pretty Fly (for a White Guy) (med Thirty Stones) |              | 3:22  |
| 12.          | The Kids Aren't Alright (med Apocalypstik)       |              | 2:28  |
| Total längd: | Total längd:                                     | Total längd: | 38:45 |